# エセル・バリモア
エセル・バリモア（Ethel Barrymore, 1879年8月15日 - 1959年6月18日）は、米国の舞台女優、映画女優。

## 来歴
ペンシルベニア州フィラデルフィア出身。本名エセル・メイ・プライス。父はイングランド人俳優モーリス・バリモア（Maurice Barrymore、本名 Herbert Arthur Chamberlayne Blythe）、母は米国の女優ジョージアナ・ドリュー（Georgiana Drew）。
1894年から舞台女優として活躍、サイレント映画にも出演した。
兄ライオネル・バリモア、弟ジョン・バリモアも俳優で、後に3人は「バリモア一家」と呼ばれる名優たちになった。1932年『怪僧ラスプーチン (Rasputin and the Empress)』では3人が初共演した。
ジョン・バリモアの死後、ライオネルとエセルは1953年の『ブロードウェイへの道（Main Street to Broadway）』で共演するが、偶然にもライオネルの遺作になった。
映画、舞台、そしてTVでも活躍した。
1951年、アカデミー賞授与式でジュディ・ホリデイが欠席したため、彼女の代理として、オスカー像を受け取った。
重要な役回りを演ずる作品では、彼女がしばしば病気がちの女性を演ずるか、時にはベッドの上で死んでしまう配役が多かった。
エセルと兄ライオネルは、最初にオスカーを獲得した兄妹である。
1944年『None But the Lonely Heart』（日本劇場未公開だが後に『孤独な心』の邦題でテレビ放送された）に出演してアカデミー助演女優賞を受けてから主な活動の場は映画に移り、品の良い老婦人を演じ続けた。1959年79歳で死去。

## 主な出演作品
| 公開年 | 邦題 原題                                    | 役名                             | 備考                      |
| ------ | -------------------------------------------- | -------------------------------- | ------------------------- |
| 1917   | 大偉力 The Greatest Power                    | ミリアム・モンロー               |                           |
| 1944   | 孤独な心 None But the Lonely Heart           | Ma Mott                          | アカデミー助演女優賞 受賞 |
| 1946   | らせん階段 The Spiral Staircase              | ウォレン夫人                     |                           |
| 1947   | ミネソタの娘 The Farmer's Daughter           | アガサ                           |                           |
| 1947   | 愛の交響楽 Night Song                        | ミス・ウィリー                   |                           |
| 1947   | パラダイン夫人の恋 The Paradine Case         | レディ・ソフィー・ホーフィールド |                           |
| 1948   | ジェニイの肖像 Portrait of Jennie            | ミス・スピニー                   |                           |
| 1949   | 赤きダニューブ The Red Danube                | 修道院長                         |                           |
| 1949   | ピンキー Pinky                               | ミス・エム                       |                           |
| 1951   | 脱獄者の秘密 The Secret of Convict Lake      | おばあちゃん                     |                           |
| 1952   | デッドライン〜USA Deadline - U.S.A.          | マーガレット・ガリソン           |                           |
| 1953   | 三つの恋の物語 The Story of Three Loves      | ヘイゼル・ペニコット             |                           |
| 1953   | ブロードウェイへの道 Main Street to Broadway | 本人                             |                           |
| 1954   | ヤング・アット・ハート Young at Heart        | ジェシー・タトル                 |                           |